# آرتور پرورت، بارون پورتت
آرتور پرورت، بارون پورتت (انگلیسی: Arthur Porritt, Baron Porritt; ۱۰ اوت ۱۹۰۰ – ۱ ژانویهٔ ۱۹۹۴) سیاست‌مدار اهل نیوزیلند بود.
وی همچنین برندهٔ جوایزی همچون بورسیه رودز شده‌است.